# بهرنسدورف
بهرنسدورف (به آلمانی: Behrensdorf) یک شهر در آلمان است که در Plön (District) واقع شده‌است. بهرنسدورف ۶۲۳ نفر جمعیت دارد.